# کرشته
کرشته روستایی قدیمی واقع در بخش مرکزی شهرستان شهریار استان تهران ایران بود که امروزه در بافت اصلی شهریار قرار گرفته و جزء مناطق آن است. کرشته در کنار جاده اصلی شهریار به تهران قرار دارد.

## اهمیت و سرشناسی
در منابع و با اقتباس از لغت‌نامه دهخدا و فرهنگ معین از کرشته به عنوان مرکز شهریار در قدیم یاد شده‌است:
شهریار. [ش َ] (اِخ) بخشی از شهر تهران که ۱۷۰۰۰ تن سکنه دارد و مرکز آن کرشته و دیه‌های آن «علیشاه عوض» و «رباطکریم» است. (از فرهنگ فارسی معین). در کتابهای جغرافیایی قدیم این نام را به یکی از ولایات مشهور نزدیک ری داده‌اند، و حمدالله مستوفی از قلعه‌ای به همین نام که در شمال شهر بوده‌است یاد می‌کند و بعداً شرف الدین علی یزدی در شرح جنگ‌های تیمور اسم شهریار را به ری داده‌است. (از ترجمهٔ سرزمین‌های خلافت شرقی ص ۲۳۴).
شهرستان شهریار از لحاظ آب و هوا و طراوت و به خصوص باغات میوه از قدیم زبانزد خاص و عام بود و از زمان قاجار که تهران به عنوان پایتخت ایران انتخاب شد این اهمیت بیشتر شد چرا که شهرستان شهریار و به خصوص روستای کرشته تأمین‌کننده بخش زیادی از نیازهای پایتخت به محصولات کشاورزی بود و این نیاز تا به امروز ادامه دارد. مناظر طبیعی زیبا و مراتع سرسبز و دل‌انگیز این روستا از دیر باز پذیرای مهمانان و گردشگران بسیاری در ایام نوروز و تابستان است.

## ریشه‌یابی نام
وجه تسمیه کرشته Kereshteh و معنای آن در برخی لغت‌نامه‌ها با استناد به یک بیت شعر:
- زمین و آسمان پر از فرشته ست - تو کی بینی که چشمت پرکرشته ست...

که ظاهراً عطار نیشابوری آن را سروده به معنای خس و خاشاک آمده و ناظم الاطبا، معین و دهخدا هم با اقتباس از همین سروده آن را تأیید و در فرهنگ لغات خود نوشته‌اند ولی اصولاً برای تحقیق و تأیید برای وجه تسمیه و نام یک محل و شهر باید اولین کاری که انجام شود پرسیدن نظر اهالی آن محل باشد و نقل و گفته‌های ساکنین آن که سینه به سینه به نسل بعد منتقل شده مورد بررسی قرار گیرد که قطعاً نتیجه آن مستند و مقبول خواهد بود.
احتمالاً مقصود عطار از کلمه کرشته در اینجا به معنای پرآب می‌باشد و برای تمثیل از دو چشم گریان بکار رفته‌است چرا که وقتی دو چشم آدمی پر از اشک باشد به‌درستی نمی‌تواند ببیند و با استناد به گفته‌های پیشینیان و مادران و پدران کهنسال این منطقه باید گفت که در قدیم دو رشته رودخانه مهم منشعب از کوه‌های کرج در این منطقه جاری بود که رودخانه بزرگتر را به زبان محلی شاه‌چای و رود کوچکتر را به نام خرده چای یا خره چای و خوه چای می‌نامیدند. مردمان قدیم کرشته که همگی کشاورز و دامدار بودند به خاطر وجود این دو رودخانه که در تمام فصول سال پرآب بودند جایی را بین این دو رود برای زندگی و اقامت انتخاب کردند و در کناره‌های این دو رودخانه اقدام به کاشت درختان میوه و احداث باغات و مراتع کشاورزی و دامپروری نمودند و کم‌کم روستای اولیه شکل گرفت و به خاطر محل قرارگیری این روستا در بین دو رود آن را «ایکه‌رشته» نامیدند یعنی جایی که بین دو رشته رودخانه قرار دارد و بعدها در لفظ به نام کرشته معروف گردید.

## ساکنین قدیمی
نام خانوادگی‌های اکثریت رهنما، رهگذر، درخشان می‌باشد که ۳ خاندان بزرگ در این منطقه هستند.

## تاریخ و زبان و فرهنگ
با توجه به وجود آثار باستانی و مذهبی مختلف در این منطقه و اطراف آن می‌توان یقین کرد که در سده‌های پیش از ظهور اسلام یا در زمان هخامنشیان و از دیر باز این منطقه محل سکونت مردمانی با گویش آذری باستان بوده‌است.
امروزه گویش ترکی در این منطقه با نقاط دیگر ایران تفاوت‌هایی دارد و ترکیبی از زبان آذری و ترکمنی با جایگزینی بسیاری لغات به فارسی می‌باشد که با لهجه خاصی در بین اهالی رواج دارد. در سالیان اخیر بسیاری از فرهنگ و رسوم قدیمی و سنتی روستا دستخوش تغییرات و فراموشی شده‌است.

## موقعیت جغرافیایی
کرشته در ۵۱درجه و ۶دقیقه طول شرقی و ۳۵درجه و ۶۶دقیقه عرض شمالی واقع شده‌است. به لحاظ موقعیت سیاسی کرشته در بخش مرکزی شهرستان شهریار قرار دارد و فاصله‌ای تا مرکز بخش و شهرستان ندارد، دورترین نقطه آن کمتر از ۲ کیلومتر می‌باشد و ساختمان‌های آن به محلات مجاور علی شاه عوض، کیومرثیه و عباس‌آباد متصل است.
.
۵ رقم ثابت کد پستی این محله شماره ۳۳۵۱۶ می‌باشد.

## خیابان و معابر اصلی
این محله از ۴ خیابان اصلی به نام‌های مصطفی خمینی ،طالقانی، ۱۷ شهریور و خیابان جدیدالاحداث شمالی مسعود درخشان و یک میدان اصلی به نام حافظ تشکیل شده‌است.
- اکثر کوچه‌های این محله برگرفته از نام شهدا می‌باشد. (شهیدان احمد رهگذر، محمدقاسم درخشان، محمود رهنما، محمد پناهدار، حسین پرویزخانی، جعفر علیاری، عباس رهنما، محسن نوروزی، محمدرضا درخشان، محمد حسینی، علی اصغر رهگذر، محمد لیلستانی، محمد نفیسی، ابراهیم پرویزیان، مجید و حمید درخشان، محمداسماعیل رهگذر، غلامرضا ملک محمدی، امیر جهانبخش و …)

از مکان‌های دیدنی و زیارتی کرشته می‌توان به بقعه امامزاده هادی. از (نوادگان امام حسن مجتبی)، یادمان شهدا و کوچه باغ‌های زیبایش اشاره کرد.

## امکانات
خدمات و امکانات موجود شامل: ساختمان پزشکان و داروخانه، مهد کودک و مدارس مقاطع ۳ گانه، کتابخانه، مساجد ولی عصر و توفیق، پارک و فضای سبز، استخر، باشگاه، سالن ورزشی، کانون فرهنگی کودکان و نوجوانان، دفاتر پیشخوان دولت و بیمه، صندوق قرض‌الحسنه والفجر و ولی عصر، واحد اعتباری و تعاونی انقلاب و… می‌باشد.
- ساختمان اصلی شهرداری شهریار، اداره فرهنگ و ارشاد اسلامی، اداره برق، شعبات۲۳۵۲بانک ملی، ۱۲۱۴بانک کشاورزی، ۱۲۴۶بانک مسکن، ۲۰۸۳بانک پارسیان، پژوهشگاه علمی و دینی امام صادق و درمانگاه امام سجاد در خیابان‌های این محله قرار دارند.
- مصلای سابق شهریار واقع در اداره جهاد کشاورزی محل دائمی برگزاری نمایشگاه الکامپ غرب استان تهران است و تاکنون هر ساله این نمایشگاه در آنجا برپا می‌شود.[۹]

## مدیریت
اداره شهر به وسیله شورای اسلامی و شهرداری صورت می‌گیرد. شورای اسلامی ۹ عضو دارد.
اعضای شورا در حال حاضر: (غلامرضا رهگذر، بهزاد درخشان، علی مهدور ، مرتضی احمدی، فریدون وکیلی، منصور شهبازیان، علی محمدی، حکمعلی نجفی، معین فروزنده بخش) می‌باشند.

## اقتصاد
بخش کشاورزی: پیشه اصلی اهالی بومی و اصیل روستا کشاورزی و باغداری می‌باشد که در اطراف منطقه شهریار گسترده‌است. با شروع فصل بهار تا انتهای تابستان محصولات میوه شامل: چغاله بادام، گوجه سبز، آلو قطره‌طلا، زردآلو، شلیل، شبرنگ، گلابی، هلو، هلو انجیری، آلبالو، گیلاس، توت، شاه‌توت، به، سیب، گردو … و صیفی جات مختلف از باغات این روستا برداشت و روانه میدان‌ها میوه و تره بار تهران و شهرستان‌ها می‌شود.
بخش دامداری: همچنین خارج از روستا، کنار باغات میوه در مراتع سرسبز عده‌ای به کار دامداری و دامپروری مشغول می‌باشند.
بخش صنعت و معدن: در بخش شمالی این منطقه معادن شن و ماسه دایر و شرکت‌های بسیاری فعالیت می‌نمایند.
- در سال‌های اخیر به دلیل قرار گرفتن خیابان اصلی کرشته در مسیر تردد به کرج و شهرک‌های چند گانه اندیشه و داشتن زیر ساخت‌های مناسب، این محله کم‌کم تبدیل به بازار مبل در بخش مرکزی شهریار شده‌است و فروشگاه‌های زیادی در بخش تولید و عرضه مبلمان و دکوراسیون فعال هستند.

## فعالیت‌های ورزشی
تیم فوتبال شاهین کرشته از قدیمی‌ترین تیم‌های شهریار می‌باشد که از اواخر دهه چهل شمسی در این منطقه فعالیت دارد.
(مدیرعامل باشگاه: غلامرضا رهگذر - قام مقام: محمدرضا درخشان - سرپرست: امید درخشان - سرمربی: نادر خمس آبادی)
- شاهین کرشته قهرمان لیگ برتر شهرستان شهریار می‌باشد که در حال حاضر در لیگ دسته اول توابع استان تهران حضور دارد.[۱۲]

## توسعه
روستای کرشته از قدیم به علت محصور بودن در باغات پیرامون خود محیط بسته‌ای داشت و تا چندی پیش بافت قدیم خود را حفظ کرده بود ولی در سال‌های اخیر با ساخت و ساز آپارتمان در اکثر کوچه و خیابان‌های قدیم و به خصوص بخش شمالی آن مناطق مسکونی گسترده شدند و مهاجرت بسیاری به این‌جا ادامه دارد.
این تحول و رشد جمعیت با تخریب گسترده زمین‌های کشاورزی، خشکاندن و قطع درختان زیادی همراه شد و با احداث خیابان و محل‌های مسکونی جدید، بسیاری از باغات سرسبز و قدیمی نابود شدند.
با روی کار آمدن شوراها و بومی شدن شهرداری، توسعه چشمگیری در این محله و مناطق همجوار صورت گرفته‌است.